# Plocepasser donaldsoni
Plocepasser donaldsoni là một loài chim trong họ Ploceidae.
Loài chim này được tìm thấy ở châu Phi từ miền nam Ethiopia đến miền trung Kenya và miền nam Somalia.